# Betty Lou Bailey
Betty Lou Bailey (1929 - 2007) fue una ingeniera mecánica de General Electric Company en Estados Unidos. Tenía una patente para un tubo de escape variable para aviones. El invento funcionó de manera que se podía modificar tanto el diámetro de garganta como de salida para los flujos de gas caliente. En honor a su legado, la Sociedad de Mujeres Ingenieras dio nombre a una beca en su honor. Esa beca sigue otorgándose a estudiantes de posgrado que siguen una carrera en ingeniería.
Bailey fue la primera mujer miembro de la Sociedad de Ingeniería de Cincinnati. Más tarde fue la presidenta de su Comité de Orientación.

## Biografía
Bailey era la menor de cinco hermanos. Destacó en matemáticas y ciencias en la escuela secundaria. Aunque su padre era ingeniero civil, fueron su hermana mayor Helen y su esposo Paul quienes inspiraron a Bailey para que eligiera una carrera en ingeniería. Paul vendió máquinas de soldar y le enseñó a soldar a Helen. Helen enseñó soldadura a varios hombres y mujeres durante la Segunda Guerra Mundial. Aunque varias estudiantes de soldadura de Helen obtuvieron puntuaciones más altas que las de los estudiantes varones, todos los hombres fueron colocados antes que las mujeres, independientemente de la puntuación. Entonces, entre los años junior y senior de Betty Lou Bailey en la escuela secundaria, Helen sugirió que Betty Lou debería dedicarse a la ingeniería.

## Educación
Bailey asistió al programa de pregrado en ingeniería mecánica en la Universidad de Illinois un año antes de lo habitual, a la edad de diecisiete años. Para cuando terminó su primer año, ambos padres de Bailey habían muerto. En 1950, Bailey se graduó con honores universitarios. En su promoción de aproximadamente 700 ingenieros, ella era la única mujer ingeniera. En su hermandad de la universidad, ella era una de un total de dos ingenieras (la otra era ingeniera civil). En 1967, se graduó del Penn State Graduate Center en King of Prussia con una maestría en Ciencias de la Ingeniería.

## Carrera y contribuciones
Bailey ocupó puestos en General Electric Company como ingeniera de pruebas, diseño y sistemas en el Departamento de motores a reacción grandes, el Departamento de turbinas de gas y el Centro de tecnología espacial Valley Forge. Progresó en su trabajo, desde electrodomésticos hasta turbinas de vapor y motores a reacción, y finalmente hasta el proyecto del satgélite meteorológico Nimbus de la NASA. Durante su entrevista de trabajo inicial con GE, que tuvo lugar antes de graduarse de la Universidad de Illinois, comentó que "quería trabajar para una empresa en la que los ingenieros contaran y fueran considerados importantes".
Además de su trabajo, Bailey inició un torneo de matemáticas en Cincinnati para estudiantes de secundaria.

## Tubo de escape
Durante su mandato en General Electric, Bailey patentó un tubo de escape en Evendale. Ella inició el formato que usaría GE para obtener ofertas en sus pruebas de emisiones atmosféricas.
La compañía tenía la turbina de gas 7F, que fue la primera de su tipo. Ella estaba trabajando en el techo del edificio y estaba familiarizada con la tubería lo suficiente como para reconocer una fuga en la línea de gas desde el compartimiento de la válvula de gas. La empresa estaba perdiendo una gran cantidad de gas que ya se había contado como que entraba en la turbina. Bailey tomó nota la falta de eficiencia. Esa fuga de gas afectaba al gas que se introducía en la máquina, de manera que el monóxido de carbono estaba destruyendo el sello. Las seis semanas de pruebas de combustión previas que los empleados habían estado ejecutando en la máquina tuvieron que ser descartadas. Su invento solucionó el problema y después de ello pasaron las pruebas pertinentes. Esto era importante porque la turbina de gas de la empresa era la primera de su tipo y, por lo tanto, tendría que pasar todas sus pruebas.

## Sociedades
Bailey se unió a la Women Engineering Society en 1951, donde fue oficial de la sección de Filadelfia y sirvió en el Comité Ejecutivo de SWE. En 1985, fue elegida miembro del SWE College of Fellows. En 2011 se estableció una beca otorgada por la SWE en nombre de Bailey.
Fue la primera mujer miembro de la Sociedad de Ingeniería de Cincinnati y fue presidenta de su Comité de Orientación. También prestó servicios en los comités nacionales de la Sociedad Nacional de Ingenieros Profesionales, el Consejo Conjunto de Ingenieros y la Sociedad Estadounidense para la Educación en Ingeniería.
En 1964, Bailey asistió a la primera Conferencia Internacional de Mujeres Ingenieras y Científicas en Nueva York. Viajó a Gran Bretaña para la segunda conferencia de ICWES en Cambridge en 1967, donde, entre otras cosas, el ingeniero indio KK Khubchandani le enseñó a usar un sari junto con las ingenieras británicas Rose Winslade, Cicely Thompson, Hettie Bussell y la ingeniera estadounidense Louise Davies.

## Otros detalles de su biografía
Bailey era una ambientalista activa. Disfrutaba cosiendo. Era una persona muy activa y le encantaba viajar, andar en canoa, andar en bicicleta y caminar. Hizo todo el sendero de los Apalaches en diversas etapas durante algunos años. Bailey era miembro del Adirondack Mountain Club (ADK). 
En 2004 recibió el mayor reconocimiento por su trabajo en el monitoreo de aplicaciones hidroeléctricas ante la Comisión Reguladora Federal. Trabajó en la concesión de licencias para presas que ayudó a garantizar que se liberara suficiente agua río abajo para sustentar la vida en el río y la recreación acuática.
Bailey murió repentinamente el 13 de noviembre de 2007, durante un viaje en bicicleta por ADK.